# Androtium
Androtium és un gènere monotípic de plantes anacardiàcies. La seva única espècie és Androtium astylum. El seu nom genèric deriva del grec i significa lòbul de l'orella mascle que es refereix a la forma del lòbul de l'estam. L'epítet específic astylum prové del llatí i significa "sense estil", referit a l'ovari de la planta.

## Descripció
Androtium astylum es fa un arbre de 20 metres d'alt. Les flors són blanques i els fruits mesuren 1,5 cm de llargada.

## Distribució i hàbitat
Androtium astylum creix a la Península de Malàisia i a Borneo. El seu hàbitat són els boscos de terra baixa incloent pantans.